# Piper Laurie
Piper Laurie (nascida Rosetta Jacobs; Detroit, 22 de janeiro de 1932 – Los Angeles, 14 de outubro de 2023) foi uma atriz de teatro e cinema norte-americana que se destacou ao interpretar Margaret White, a mãe do personagem título do filme Carrie, de 1976, e Catherine Martell, na série Twin Peaks, de 1990. Ao todo foram mais de cem atuações em sua carreira no cinema e na televisão. Foi duas vezes indicada ao Oscar de Melhor Atriz Coadjuvante pelos filmes Carrie e Children of a Lesser God e uma vez ao Oscar de Melhor Atriz por The Hustler.

## Filmografia

### Atriz
- Bad Blood… The Hunger (2009) (completo) .... Milly Lathrop
- Hesher (2010) .... Madeleine Forney
- Another Harvest Moon (2009) .... June
- Saving Grace B. Jones (2009) .... Marta
- Hounddog (2007) .... Grammie
- A Garota Morta (2006) .... Arden's Mother
- Bad Blood (2006/I) .... Millie Lathrop
- Arquivo Morto .... Rose 2005 (1 episódio, 2005)
- Dead Like Me .... Nina Rommey (1 episódio, 2004)
- Um Funeral em Família (2004) .... Charlotte Collins
- State of Grace .... Aunt Sophie (1 episódio, 2002)
- Law & Order: Special Victims Unit .... Dorothy Rudd (1 episódio, 2001)
- Construindo um Sonho (2001) (televisão) .... Ruth Anne
- As Parteiras (2001) (televisão) .... Cheryl Visco
- Possessed (2000) (televisão) .... Aunt Hanna
- Will & Grace .... Sharon (1 episódio, 2000)
- The Mao Game (1999) .... Ida Highland
- O Vento Será Sua Herança (1999) (televisão) .... Sarah Brady
- O Psiquiatra da Rádio .... Marianne … (2 episódios, 1994-1999)
- Brother's Keeper .... Jane Waide (1 episódio, 1999)
- A Carga Maldita (1999) .... Evangelist
- Partners .... Roberta Stahler (1 episódio, 1999)
- Prova Final (1998) .... Mrs. Karen Olson
- A Christmas Memory (1997) (televisão) .... Jennie
- Alone (1997) (televisão) .... Lillie Dawson
- O Toque de Um Anjo .... Annie Doyle (1 episódio, 1997)
- Intensity (1997) (televisão) .... Miriam Braynard
- St. Patrick's Day (1997) .... MaryPat Donnelly-McDonough
- Diagnosis Murder .... A.D. A. Susan Turner (1 episódio, 1996)
- Plantão médico.... Sarah Ross (2 episódios, 1995-1996)
- In the Blink of an Eye (1996) (televisão) .... Kay Trafero
- A Caminho de um Sonho (1996) (televisão) .... Wanda Kirkman
- Ensina-Me a Viver (1995) .... Dolly Talbo
- Acerto Final (1995) .... Helen Booth
- Lutando Pela Filha (1995) (televisão) .... Judge Edna Burton
- A Cama do Diabo (1994) (televisão) .... Ellis Snow
- Traps (1994) Seriado de televisão.... Cora Trapchek (episódios desconhecidos)
- Recordações e Algumas Mentiras Que Seus Amigos Deixam Passar (1993) .... Georgia
- Love, Lies & Lullabies (1993) (televisão) .... Margaret Kinsey
- Trauma (1993) .... Adriana Petrescu
- Lucille - O Fim da Infância (1993) .... Vera Delmage
- Storyville - Um Jogo Perigoso (1992) .... Constance Fowler
- Com o Dinheiro dos Outros (1991) .... Bea Sullivan
- Twin Peaks .... Catherine Martell … (27 episódios, 1990-1991)
- Rising Son (1990) (televisão) .... Martha Robinson
- Um Sonho Diferente (1989) .... Gena Ettinger
- Beauty and the Beast .... Mrs. Davis (1 episódio, 1989)
- Mother, Mother (1989) .... Martha Cousins
- Go Toward the Light (1988) (televisão) .... Margo
- Tiger Warsaw (1988) .... Frances Warsaw
- Appointment with Death (1988) .... Emily Boynton
- Distortions (1987) .... Margot Caldwell
- Hallmark Hall of Fame .... Annie Gilbert … (2 episódios, 1959-1986)
- Matlock .... Claire Leigh (1 episódio, 1986)
- Filhos do Silêncio (1986) .... Mrs. Norman
- Além da Imaginação .... Aunt Neva (segment "The Burning Man") (1 episódio, 1985)
- Overdose (1985) (televisão) .... Darlene Marsh
- Love, Mary (1985) (televisão) .... Christine Groda
- Tender Is the Night (1985) TV minisséries (como Laurie Piper) .... Elsie Speers
- O Mundo Fantástico de Oz (1985) .... Aunt Em
- Hotel .... Jessica (1 episódio, 1985)
- Assassinato por Escrito .... Peggy Shannon (1 episódio, 1985)
- S.O.S. Urgências .... Fran Singleton (3 episódios, 1983)
- Os pássaros Feridos .... Anne Mueller (2 episódios, 1983)
- Mae West - A Deusa do Amor (1982) (televisão) .... Matilda West
- The Bunker (1981) (televisão) .... Magda Goebbels
- Macbeth (1981) (V) .... Lady Macbeth
- Skag .... Jo Skagska (6 episódios, 1980)
- Tim (filme) (1979) .... Mary Horton
- Rainbow (1978) (televisão) .... Judy Garland
- The Boss' Son (1978) .... Elaine
- In the Matter of Karen Ann Quinlan (1977) (televisão) .... Julie Quinlan
- Ruby (1977) .... Ruby Claire
- Carrie (1976) .... Margaret White
- A Woman's Rebel (1976) (televisão) .... Margaret Sanger
- Breaking Point .... Alice Marin (1 episódio, 1964)
- The Eleventh Hour .... Alicia Carter (1 episódio, 1964)
- Ben Casey .... Kathleen Dooley (1 episódio, 1963)
- Bob Hope Presents the Chrysler Theatre .... Lee Wiley (1 episódio, 1963)
- The United States Steel Hour .... Edna Cartey (2 episódios, 1960-1963)
- Naked City .... Mary Highmark (1 episódio, 1963)
- General Electric Theater .... Cleopatra … (3 episódios, 1956-1961)
- Desafio à Corrupção (1961) .... Sarah Packard
- Play of the Week (1 episódio, 1960)
- Westinghouse Desilu Playhouse .... Eileen Gorman (1 episódio, 1959)
- Playhouse 90.... Kirsten Arnesen Clay … (2 episódios, 1957-1958)
- The Seven Lively Arts (1 episódio, 1957)
- Studio One .... Ruth Cornelius (1 episódio, 1957)
- Until They Sail (1957) .... Delia Leslie Friskett
- Kelly and Me (1957) .... Mina Van Runkel
- Front Row Center .... Judy Jones (1 episódio, 1956)
- The Ninth Day (1956) (televisão)
- The Road That Led Afar (1956) (televisão)
- Robert Montgomery Presents .... Stacey Spender (1 episódio, 1955)
- Ain't Misbehavin' (1955) .... Sarah Bernhardt Hatfield
- The Best of Broadway .... Billie Moore (1 episódio, 1955)
- Smoke Signal (1955) .... Laura Evans
- Dawn at Socorro (1954) .... Rannah Hayes
- Johnny Dark (1954) .... Liz Fielding
- Dangerous Mission (1954) .... Louise Graham
- The Golden Blade (1953) .... Khairuzan
- The Mississippi Gambler (1953) .... Angelique 'Leia' Dureau
- Son of Ali Baba (1952) .... Princesa Azura de Fez/Kiki
- Sinfonia Prateada (1952) .... Millicent Blaisdell
- No Room for the Groom (1952) .... Lee Kingshead
- The Prince Who Was a Thief (1951) .... Tina
- Francis Goes to the Races (1951) .... Frances Travers
- The Milkman (1950) .... Chris Abbott
- Louisa (1950) .... Cathy Norton

### Diretora
- Property (2006)

### Trilhas sonoras
- Ruby (1977) (intérprete: "Love's So Easy")
- Sinfonia Prateada (1952) (intérprete: "Gimme a Little Kiss (Will 'Ya' Huh?") (não creditada)

## Prêmios e indicações

#### Óscar
| Ano  | Categoria                | Indicação                | Notas    |
| ---- | ------------------------ | ------------------------ | -------- |
| 1962 | Melhor Atriz             | The Hustler              | Indicado |
| 1977 | Melhor Atriz Coadjuvante | Carrie                   | Indicado |
| 1987 | Melhor Atriz Coadjuvante | Children of a Lesser God | Indicado |

#### Emmy Awards
| Ano  | Categoria                                           | Indicação       | Notas    |
| ---- | --------------------------------------------------- | --------------- | -------- |
| 1958 | Melhor Atriz em Minissérie ou Telefilme             | Studio One      | Indicado |
| 1959 | Melhor Atriz em Minissérie ou Telefilme             | Playhouse 90    | Indicado |
| 1981 | Melhor Atriz Coadjuvante em Minissérie ou Telefilme | The Bunker      | Indicado |
| 1983 | Melhor Atriz Coadjuvante em Minissérie ou Telefilme | The Thorn Birds | Indicado |
| 1984 | Melhor Atriz Coadjuvante em Série Dramática         | St. Elsewhere   | Indicado |
| 1987 | Melhor Atriz Coadjuvante em Minissérie ou Telefilme | Promise         | Venceu   |
| 1990 | Melhor Atriz em Série Dramática                     | Twin Peaks      | Indicado |
| 1991 | Melhor Atriz Coadjuvante em Série Dramática         | Twin Peaks      | Indicado |
| 1999 | Melhor Atriz Convidada em Série de Comédia          | Frasier         | Indicado |

#### Globo de Ouro
| Ano  | Categoria                             | Indicação       | Notas    |
| ---- | ------------------------------------- | --------------- | -------- |
| 1977 | Melhor Atriz Coadjuvante em Cinema    | Carrie          | Indicado |
| 1984 | Melhor Atriz Coadjuvante em Televisão | The Thorn Birds | Indicado |
| 1987 | Melhor Atriz Coadjuvante em Televisão | Promise         | Indicado |
| 1991 | Melhor Atriz Coadjuvante em Televisão | Twin Peaks      | Venceu   |

#### BAFTA
| Ano  | Categoria                | Indicação   | Notas    |
| ---- | ------------------------ | ----------- | -------- |
| 1962 | Melhor Atriz Estrangeira | The Hustler | Indicado |